# すべての悲しみにさよならするために
「すべての悲しみにさよならするために」（-かなしみに-）は1995年1月25日に発売されたKAN18作目のシングル。

## 解説
- アルバム『東雲』（1994年11月26日発売）からのリカット。
- 日本テレビ系「スーパーテレビ情報最前線」エンディング・テーマ。

## 収録曲
全曲　作詞・作曲：KAN　編曲：小林信吾・KAN
1. すべての悲しみにさよならするために
2. ライバル
3. すべての悲しみにさよならするために（オリジナル・カラオケ）